# MXML
MXML (Macromedia eXtensible Markup Language) — основанный на XML декларативный язык описания интерфейсов, используемый платформой Adobe Flex, применяемой для создания RIA (Rich Internet Applications, насыщенных Интернет-приложений). При создании насыщенных интернет-приложений MXML используется для описания и настройки свойств визуальных элементов интерфейса, например кнопок, панелей, таблиц и т.д. (хотя с помощью MXML можно описывать и невизуальные элементы, например веб-сервисы, поведение компонентов, переходы и т.д.). Для обработки событий описанных с помощью MXML компонентов используется язык ActionScript 3. По сути MXML является декларативной надстройкой над ActionScript, так как при компиляции по MXML-файлам создаются эквивалентные as-файлы, которые в дальнейшем уже переводятся в бинарный код.

## Пример
Пример реализации программы Hello World на языке MXML:
```
<?xml version="1.0" encoding="utf-8"?>

<mx:Application
 
xmlns:mx=
"http://www.adobe.com/2006/mxml"
 

                
layout=
"absolute"
 
backgroundGradientColors=
"[#000011, #333333]"
>

   
<mx:Label
 
text=
"Hello World!"
 
verticalCenter=
"0"
 
horizontalCenter=
"0"
 
fontSize=
"48"
 
letterSpacing=
"1"
>

      
<mx:filters>

         
<mx:GlowFilter
 
color=
"#ffffdd"
/>

      
</mx:filters>

   
</mx:Label>

</mx:Application>

```